# Eugène Fiancette
Pour les articles homonymes, voir Fiancette.
Eugène Fiancette est un homme politique français né le 25 octobre 1881 à La Courtine (Creuse) et mort le 7 juin 1949 à Villeneuve-sur-Yonne (Yonne).

## Biographie
Monté très jeune à Paris, il devient cocher de fiacre, puis responsable du syndicat des cochers de fiacre et des chauffeurs. Conseiller municipal du 19e arrondissement de Paris de 1913 à 1940. Il est député SFIO de la Seine de 1928 à 1936, puis sénateur de la Seine de 1936 à 1940.
Le 10 juillet 1940, il vote les pleins pouvoirs au maréchal Pétain. Réélu conseiller de Paris en 1945, il est déchu de son mandat du fait de son inéligibilité. Il se retire alors de la vie politique.

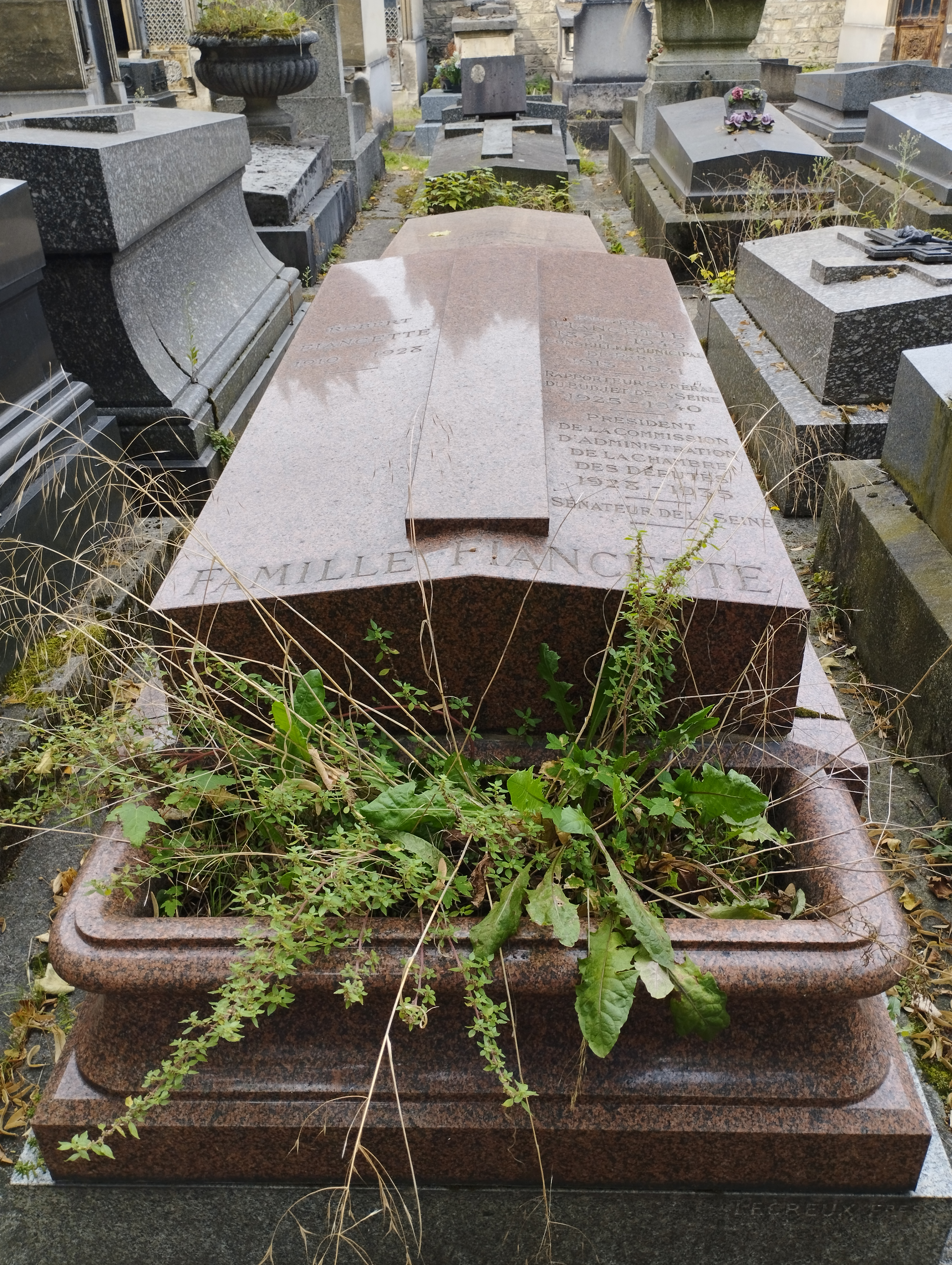
Tombe d'Eugène Fiancette au cimetière de la Villette.

Il est inhumé au cimetière de la Villette.

## Sources
- « Eugène Fiancette », dans le Dictionnaire des parlementaires français (1889-1940), sous la direction de Jean Jolly, PUF, 1960 [détail de l’édition]